# العلاقات الإماراتية الهندية
العلاقات الإماراتية الهندية هي العلاقات الثنائية التي تجمع بين الإمارات العربية المتحدة والهند.

## مقارنة بين البلدين
هذه مقارنة عامة ومرجعية للدولتين:
| وجه المقارنة                                              | الإمارات العربية المتحدة | الهند                       |
| --------------------------------------------------------- | ------------------------ | --------------------------- |
| المساحة (كم2)                                             | 83.60 ألف                | 3.29 مليون                  |
| عدد السكان (نسمة)                                         | 9.40 مليون               | 1.35 مليار                  |
| الكثافة السكانية (ن./كم²)                                 | 112.44                   | 410.33                      |
| العاصمة                                                   | أبو ظبي                  | نيودلهي                     |
| اللغة الرسمية                                             | اللغة العربية            | اللغة الهندية، لغة إنجليزية |
| العملة                                                    | درهم إماراتي             | روبية هندية                 |
| الناتج المحلي الإجمالي (بليون دولار)                      | 382.58 مليار             | 2.60 تريليون                |
| الناتج المحلي الإجمالي (تعادل القوة الشرائية) بليون دولار | 640.72 مليار             | 8.00 تريليون                |
| الناتج المحلي الإجمالي الاسمي للفرد دولار أمريكي          | 40.44 ألف                | 1.60 ألف                    |
| الناتج المحلي الإجمالي للفرد دولار أمريكي                 | 67.67 ألف                | 5.70 ألف                    |
| مؤشر التنمية البشرية                                      | 0.835                    | 0.609                       |
| رمز المكالمات الدولي                                      | +971                     | +91                         |
| رمز الإنترنت                                              | .ae، .امارات             | .in، .भारत ‏، .بھارت ‏،        |
| المنطقة الزمنية                                           | ت ع م+04:00              | ت ع م+05:30، توقيت الهند    |

## مدن متوأمة
في ما يلي قائمة باتفاقيات التوأمة بين مدن إماراتية وهندية:
- ترتبط دبي مع Hyderabad district, India [الإنجليزية]‏ باتفاقية توأمة منذ 2006.[15][15][15][15]

## منظمات دولية مشتركة
يشترك البلدان في عضوية مجموعة من المنظمات الدولية، منها:
| علم المنظمة | اسم المنظمة                        | تاريخ انضمام الإمارات العربية المتحدة | تاريخ انضمام الهند |
| ----------- | ---------------------------------- | ------------------------------------- | ------------------ |
|             | يونسكو                             | 20 أبريل 1972                         | 4 نوفمبر 1946      |
|             | الفريق المعني برصد الأرض           | ?                                     | ?                  |
|             | مؤسسة التمويل الدولية              | 30 سبتمبر 1977                        | 20 يوليو 1956      |
|             | منظمة حظر الأسلحة الكيميائية       | ?                                     | ?                  |
|             | مؤسسة التنمية الدولية              | 23 ديسمبر 1981                        | 24 سبتمبر 1960     |
|             | منظمة التجارة العالمية             | ?                                     | 1995               |
|             | وكالة ضمان الاستثمار متعدد الأطراف | 20 أكتوبر 1993                        | 6 يناير 1994       |
|             | الاتحاد البريدي العالمي            | ?                                     | ?                  |
|             | منظمة الشرطة الجنائية الدولية      | ?                                     | ?                  |
|             | الأمم المتحدة                      | 9 ديسمبر 1971                         | 30 أكتوبر 1945     |
|             | الاتحاد الدولي للاتصالات           | 27 يونيو 1972                         | 1869               |
|             | البنك الدولي للإنشاء والتعمير      | 22 سبتمبر 1972                        | 27 ديسمبر 1945     |
|             | المنظمة الهيدروغرافية الدولية      | ?                                     | ?                  |
|             | البنك الإفريقي للتنمية             | ?                                     | ?                  |

## أعلام
هذه قائمة لبعض الشخصيات التي تربطها علاقات بالبلدين:
- الهنود في الإمارات العربية المتحدة
- سعيد محمد الشامسي (دبلوماسي إماراتي)
- محمد حميد أنصاري (دبلوماسي هندي، 1 أبريل 1937[22] – )

## وصلات خارجية
- موقع وزارة الخارجية الإماراتية
- موقع وزارة الخارجية الهندية